# 滑空競技
滑空競技（かっくうきょうぎ、英語: Gliding competitions）はグライダーなどの空気より重い航空機（重航空機）を利用して滑空する競技である。
グライダー・パイロットの中には競技派が居る。滑空競技は主として競走（速度）であるが、曲技やクロスカントリー（距離）を競う種目もある。クロスカントリー飛行は、競技を離れて、自分の楽しみの為だけに行われることもある。

## 滑空競技の歴史
滑空競技の草創期においては、可能な限り長く空中に止まっていることが目標であった。しかしながら何日も滞空できるようになると、パイロットが眠りに堕ちて、墜落して死亡する事故が起きるようになった。従って、この種の滞空競技は禁止された。
滑空競技の初期には、飛行距離を競う種目もあった。パイロットは丘の頂上から発航して、可能な限り遠くまで滑空しようとした。パイロットが斜面上昇やサーマルの利用を習得すると、飛行距離は長くなり、サーマルからサーマルを渡れるようになると更に長くなった。その結果、良く飛んで競技に勝った機体を出発点まで回収する距離が、翌日になるくらい遠くなった。
このような不便を避ける為に、折り返し点が設けられた。往復コースを出発点まで戻れなくても、片道コースと同様に飛行距離を比べる事が可能である。
技術水準が向上して、大部分のパイロットが出発点まで戻れるようになり、往復コースを完翔するようになると、その速さが評価されるようになる。嘗ては、折り返し点に監視役員が居て、機体が正しく回ったことを視認した。その識別のために、各国の機体登録番号と別に、主翼の下面と垂直尾翼の両面に競技参加番号が付けられた。その後、機載のカメラによって折り返し点の撮影を行い、正しく廻ったことの証拠にするようになった。現在はGPSを使ったフライト・レコーダーによって、飛行位置を記録して、コースを外れていなかったことを立証できる。

## 現在の競技の状況
現在の滑空競技は、明解に示された折り返し点を周回する空中コースで行われ、競技機は出発点に戻ってこなければならない。気象予報・グライダーの性能・パイロットの技術向上によって、このような飛行が一般的に可能になった。現在ではコースを完翔することを前提として、競技のポイントは速度になり、競技規定もそれに対応している。
GPSによって飛行コースを記録できるようになって、指定の空域内でパイロットが折り返し点を自由に選択できる、新種の距離・速度競技が出来るようになった。上記の、固定コースの競技も並行して盛んに行われている。2005年のヨーロッパ滑空選手権大会では、オープンクラスで1011kmのコースが設定され、最長距離の国際競技種目となった。
グライダーに対するFAIのスポーティングコードは、競技成績とバッジ検定飛行結果を同時に認定できるように作られている。つまり、すべての滑翔飛行が達成した結果が認証される仕組みになっている。

## 様々なレベルの競技会
滑空競技は、一地方・地区・全国・国際など、様々な単位・レベルで行われている。
通常は、地区大会がパイロットが競技デビューする場である。地区大会で上位に入れば、全国大会に出場できる。ヨーロッパ選手権・世界選手権などの国際競技は、野心のあるパイロットの目標になる。また、バロン・ヒルトン杯競技会に招待されることは、トップ・パイロットとして認められたことである。
競技種目には、男女共通の6種目、女性の3種目、ジュニアの2種目がある。アメリカの「スポーツ級」や一部のクラブの競技では、グライダーの型式によってハンディキャップをつける採点法を実施している。このシステムだと様々な性能のグライダーが、比較的平等な条件の下で競技できる。

## 競技の標準的な日程と手順
通常の地区大会は、1週間の日程で行われる。全国大会や国際大会は2週間になる。遠来のパイロットがその空域になじむために、練習日が設けられる場合もある。参加パイロットは競技に先立ち、運営法や、安全のための注意事項、それまでの競技の状況や順位などの伝達を受ける。
競技委員会またはタスク設定役員は、前もって競技当日の天候について気象予報者と相談して、競技の可否を判断し、競技を開始する。開始宣言に基づき、パイロットは機体を組み立て、滑走路の待機区画まで運び、発航に備える。パイロットは出発順を決められ、タスクの内容、天候の予測、飛行空域の制限などの伝達を受ける。発航順番に無いパイロットが、本番前に飛行環境を「嗅ぎ取る」ために飛行を始める場合もある。発航は、役員が飛行可能と言う判断を行い、その指示のもとに行われる。
競技方法は、競技日ごとに気象条件・飛行条件を予測して、最低滞空時間（2～5時間）と折り返し点の組み合わせを決める。折り返し点は、その一定半径内の上空を飛行通過する地点で、指定・選択の両方があり、両方が組み合わされる。競技を休む日が織り込まれることもあるが、期日が7日間の地区大会では、最低3日の競技が行われないと有効な競技として成立しない。
通常は、1時間以内に全参加機が発航できる。発航が行われている間、先に発航されて飛行中の参加機は、指定された「スタート円筒」空域内、あるいはその付近を飛びながら待機する。上昇気流をつかみそこない、やむを得ず着陸した参加機の再発航は許されるが、順番は全参加機が少なくとも1回の発航を行った後にされる。当該種目の全参加機が発航されると、発航役員が無線を通じて「スタート・ゲートが開かれた」ことを宣言する。
スタート・ゲート開放宣言によって、パイロットは個別にスタートを行い、指定されたタスクの競技飛行を始めることが出来る。パイロットは、スタート時刻を無線で宣言しなければならない。スタート宣言以降の着陸は、当該パイロットの公式な競技終了となる。戦術的な理由で、直ちにスタートしないパイロットも居る。パイロットとしては、定められたタスクを出来るだけ短時間で済ませようとする。
スタートした競技参加機の中には、上昇気流をつかみ損なって発航場所まで戻れず、農地などにランド・アウト（前出）したり、他の飛行場に降りたりするものもある。ランド・アウトした場合は、機体を分解してトレーラーに入れて戻るか、曳航機を呼び寄せて再発航して帰ることになる。天候が悪化した場合、選手には代替帰着飛行場が通知される。

## 競技成績の採点
競技参加グライダーは、GPSが示す位置を数秒おきに記録する装置を搭載している。着陸するとパイロットはその記録ディスクを記録役員に渡し、ダウンロードさせる。記録役員はコンピュータ・ソフトを使ってGPS記録を分析し、スタート～折り返し～フィニッシュの記録が正しく伝達されたことになる。
当該競技種目で最も早くタスクを終了したパイロットに満点である1000点が与えられる。満点も、タスクを完翔した参加機が少数であった場合は、運が良かった為とみなされて、値打ちが下がる。2位以下の得点は、飛行速度に比例して与えられる。規準となる最高得点の小部分が飛行距離に配分されているので、フィニッシュできなかったパイロットも得点は与えられる。機体の性能に応じたハンディキャップを与えられているグライダーのパイロットの得点は、上述の得点に一定の係数を乗じたものになる。
上述の一次（暫定）得点は、全参加機が着陸後、短時間で定まるが、その後に抗議による罰則が適用される場合があり、最終決定は翌競技日の競技法伝達の場になることが多い。多くの場合、優勝者はいかにして勝ったかについて話すことが要請される。

## 水バラスト
損をするように見えるかも知れないが、パイロットは機体を重くするために水バラストを翼の中に搭載する。「ニンバス3」機のような現代のグライダーは、272kgの水を積んで飛行する。目的は、同じ最大滑空比を保ちながら滑空速度を増大するためである。
バラスト搭載の不利な点は、サーマル中の上昇率が低下することである。但し、適当な条件の下では次のサーマルまで高速・短時間で渡れるから、充分に埋め合わせが出来る。そのときのサーマルの大きさと強さ、当該グライダーの様々な速度と重量に対する空力特性の変化によって、水バラスト搭載の損得は分かれる。サーマルが強い場合は上昇率が大きいから、水バラスト搭載による沈下率の増加の影響は小さい。他方、小さなサーマルの場合は、小半径の旋回をするときのバンク角が大きくなり、沈下率の増加が大きくなる。
通常、競技では水バラストを積んで発航する。サーマルが弱く、あるいは小さかった場合、軽いほうが有利であるから、パイロットは出発直後あるいは飛行途中にバラストを捨てる。
但し、サーマルは後刻強大になるかもしれないから、その場合に備え、バラストを積んだままのほうが有利と言う判断もある。
グライダーは、水バラストを積んだ重い状態で過酷な着陸が出来るほど、頑丈に出来ては居ない。だから、パイロットはフィニッシュ・ラインを通過する直前に水バラストを捨てて、身軽になって着陸する。低空を高速で飛びながら水を捨てる光景は見ものではあるが、安全上は望ましくないので、最近はそれを避けるように規定が改定されている。

## 競技飛行の戦術
競技は、一定のコースの飛行速度を競うものである。コース飛行の所要時間は、スタート・ゾーンを離れてからフィニッシュするまでである。
競技者はスタート・ゲートの開放宣言以降、任意の時期に出発できる。全選手が良好なスタート位置に付くための時間を確保するために、競技規則では最後の選手が発航してから20分経過した後にスタートを開始することにされている。スタートは、線（ライン）または直径数マイルの天井がある円筒空域内から行う。競技者は、天井の近くの、出来る限り高い位置からスタートをしようとする。
「いつスタートするか」が、重要な決断である。判断基準は、コース上の飛行条件の変化であり、一番よいときにスタートしようとする。駆け引きとしては、他機の直後にスタートしようとする傾向がある。先行機の飛び方を見れば、コースの先の状況がわかるからである。この場合は、数分の間隔で追尾する。
先行機もこの方法を承知しているから、追尾機を振り払うために様々な手を使う。例えば、スタート空域に引き返して再スタートを行う。各パイロットは何回もスタートをやり直すことが許されていて、最後のスタートが公式のものとなる。その結果「スタート・ゲート・ルーレット」と呼ばれる「いたちごっこ」が始まるが、これをやりすぎて遅くスタートした場合は、条件の悪化もあるから損になる。
最良のパイロットは、最良の気象予報者でもある。利用する上昇気流の強さの平均値が、与えられたコースを周回する速度に決定的な影響力を持つ。パイロットはコースの途中でサーマルに寄り道して高度を稼ぐか、通過して先を急ぐか選択するわけだが、経験の長いパイロットは弱いサーマルは見逃して、最強のものだけを上昇に利用する。但しあまりに選り好みをすると高度が下がりすぎて、ランド・アウト（前出）を避けるためには手じかのサーマルを弱くても使わなければならなくなり、大損をする。
サーマルをつかんだ場合、うまいパイロットならば上昇が強い中心部に速やかに進入し、最大限に効率よく利用する。また、気象予報・地形・雲の状況・コース上のほかの機体など、情報を広く把握しており、先読みをして、平均速度を向上させる戦術に利用している。
サーマルに入ったら旋回して高度を稼ぎ、上昇しなくなったコース方向の直線高速飛行に移るという通常の飛び方の代わりに、サーマルの中も直線飛行のまま減速して進路を保つという方法が有利な場合もある。この飛び方は「ドルフィニング」と呼ばれている。条件が良ければ、渡っていく上昇気流それぞれから充分なエネルギーの補給を受け、旋回して高度を稼がなくても長い距離にわたって高度を下げずに飛行することが出来る。風が強いときは、サーマルが列状に並んで雲の路を作り、パイロットは旋回をせずに突進することが出来る。
直線コースを突進すると言う選択は、進む先に上昇気流が続くか、それともひどい下降気流になるか、僅かの進路の差によって大きく分かれるバクチであって、最良の方法ではないかもしれない。同様に、水バラストを捨てる決断も、決定的な影響を持つ。
競技飛行で最後に行う決断は、フィニッシュ・ラインに到達するときの高度の見切りである。フィニッシュしたときの高度は得点にならないから、高すぎれば時間のムダになる。他方、低すぎればフィニッシュする前に高度を使い果たして、ランド・アウトという高い代償となる。上昇気流の強さが所与のものとすれば、トータル飛行時間を最小にするフィニッシュ前の滑空飛行速度は、サーマルが強いほど突っ込みを効かせた速いものにできる。パイロットは高性能な機載コンピュータによって必要高度と飛行経路を計算している。このとき、予想できない沈下の増加に備えて、300mくらいの余裕高度を保持する。

## グランプリ競技
グライダー競技を普及するために、新しい形式の「グランプリ競技」が導入された。この新方式は、少数機による同時スタート、周回数の多いタスク、単純な採点法など、観戦しやすく、わかりやすいことを指向している。

## オンライン競技
前項と同じく普及のために導入された、非公式な、インターネットを利用した競技法は、オンライン競技（OLC）と呼ばれる。パイロットは各自のGPSデータファイルをアップロードして、採点は飛行距離に応じて自動的に行われるものである。2007年度は10,209名のパイロットがこの競技に参加した。

## エアロバティックス（曲技）
エアロバティックス競技会は定期的に開催されている。パイロットは一定のプログラムに従って、背面飛行・ループ・ロール・並びに前記の様々な組み合わせなどの飛行運動を行い、その完全さが採点される。それぞれの採点は、難易度に応じて「Kファクター」と言う係数が乗じられ、合計される。効果的な飛行運動を、すべてのプログラムにわたって演じ終えるためには、十分な高度が必要である。